# يوميات حارس ليلي
يوميات حارس ليلي هو مسلسل كوري جنوبي من بطولة جونغ إيل وو، كو سونغ هي، جونغ ين هو وسو يي جي، صدر على شبكة إم بي سي في الفترة من 4 أغسطس حتى 21 أكتوبر 2014 وتكون من 24 حلقة.

## روابط خارجية
- يوميات حارس ليلي على موقع IMDb (الإنجليزية)
- يوميات حارس ليلي على موقع كينوبويسك (الروسية)
- يوميات حارس ليلي على موقع قاعدة بيانات الفيلم (الإنجليزية)